# 総合メディカル
総合メディカル株式会社（そうごうメディカル）は、東京都千代田区大手町、福岡県福岡市中央区大名に本社を置く企業。

## 概要
医療機関が効率的で質の高い医療を提供できるよう、コンサルティングをベースに医業経営のトータルサポートを行う。
主な事業内容
- 医業経営コンサルティング
- 医療モールの開発・運営
- 医療機関への医師の紹介
- 医師の転職・開業支援
- 医業継承支援
- 保険調剤、一般薬・介護用品の販売
- 医療機器などのリース・販売
- 入院患者向けテレビのレンタル

## 沿革
- 1978年（昭和53年）6月 - 株式会社総合メディカル・リースとして、資本金2千万円で創立[1]。
- 1987年（昭和62年）
  - 10月 - 不動産仲介業、医業承継事業を開始[1]。
  - 11月 - 入院患者向けテレビのレンタル事業を開始[1]。
- 1988年（昭和63年）5月 - 調剤薬局の「そうごう薬局」1号店を開設[1]。
- 1989年（平成元年）
  - 10月 - 総合メディカル株式会社に商号変更[1]。
  - 11月 - 医療関係者を対象とした会員制度「グリーンメンバーズ」（現・サクシードメンバーズ）を開始[1]。
- 1994年（平成6年）10月 - 医療施設の企画・設計・施工を事業目的とし、100%出資の株式会社ソム・テックを設立[1]。
- 1997年（平成9年）8月 - 医療従事者を対象とした有料職業紹介業を開始[1]。
- 2000年（平成12年）8月 - 東京証券取引所市場第二部に株式上場[1]。
- 2001年（平成13年）
  - 9月 - 東京証券取引所市場第一部に株式上場[1]。
  - 10月 - 医業継承・医療連携・医師転職支援システム「DtoD」を開始[1]。
- 2005年（平成17年）4月 - 病院運営管理受託を開始[1]。
- 2010年（平成22年）6月 - 株式会社あおば調剤薬局（調剤薬局）の全株式を取得[1]。
- 2011年（平成23年）1月 - 医薬品等の販売を事業目的とし、100%出資の株式会社エス・エム・イーを設立[1]。
- 2018年（平成30年）
  - 4月 - 病院内の売店・コンビニエンスストアの株式会社文教の全株式を取得[1]。
  - 10月 - 単独株式移転により、純粋持株会社である総合メディカルホールディングス株式会社を設立[1]。
- 2019年（平成31年）3月 - 株式会社クラクシー（調剤薬局）の全株式を取得[1]。
- 2020年（令和2年）
  - 4月 - MBOにより、総合メディカルホールディングス株式会社が東京証券取引所市場第一部上場廃止[1]。
  - 10月 - 総合メディカル株式会社を存続会社として、総合メディカルホールディングス株式会社と合併[1]。
- 2022年（令和4年）8月 - 有限会社ケイエムメディカル（調剤薬局）の全株式を取得[1]。
- 2023年（令和5年）
  - 3月 - 東京リネンサービス株式会社（医療機関・介護施設向けリネンサービス）の全株式を取得[1]。
  - 12月 - 有限会社よつば薬局（調剤薬局）の全株式を取得[1]。
- 2024年（令和6年）
  - 6月 - 有限会社イデール（調剤薬局）の全株式を取得[1]。
  - 12月 - 株式会社ライフアート（調剤薬局）の全株式を取得[1]。

## グループ会社
- 株式会社文教（東京都千代田区）：病院内の売店・コンビニエンスストア、レストラン、テレビレンタルなど
- 株式会社ルフト・メディカルケア（東京都新宿区）：医療・介護分野に専門特化した人材サービス、滅菌事業など
- 東京リネンサービス株式会社（東京都板橋区）：医療機関・介護施設向けリネンサービスなど
- 株式会社ソム・テック（福岡市中央区）：医療・介護施設の企画・設計・施工
- 株式会社エス・エム・イー（福岡市中央区）：医薬品等の卸売販売
- 株式会社あおば調剤薬局（札幌市中央区）：調剤薬局
- みよの台薬局株式会社（東京都豊島区）：調剤薬局
- 株式会社クラクシー（東京都品川区）：調剤薬局
- 有限会社ケイエムメディカル（東京都世田谷区）：調剤薬局
- 有限会社よつば薬局（埼玉県行田市）：調剤薬局
- 有限会社イデール（横浜市旭区）：調剤薬局
- 株式会社ライフアート（広島県安芸郡）：調剤薬局